# يارالي (مهاباد)
قرية يارالي (بالكردية: یاراڵی) هي إحدى القرى التابعة لـكاني بازار في ريف قسم خليفان من مقاطعة مهاباد، في محافظة أذربیجان الغربیة الإيرانية.

## السكان
حسب إحصاءات سنة 2006، بلغ إجمالي السكان في يارالي 183 نسمة وعدد المساكن 22 مسكن. لغة سكان يارالي هي اللغة الكردية و هم من أهل السنة والجماعة والمذهب الشافعي.